# Шаффл
Мельбурн-шаффл (Melbourne shuffle) — это стиль танца, появившийся в конце 1980-х годов в Австралии, на андеграунд-сцене города Мельбурн. Это быстрые, типичные для джаза танцевальные движения (степ), но на «современный» лад, и танцуют его под разнообразные стили электронной танцевальной музыки. Иногда современную вариацию танца называют «Hard dance» или «Hardstyle», чтобы отличить её от других, менее агрессивных видов шаффла, таких как «Cutting Shapes» (англ: вырезание фигур) и «Jumpstyle».

## Введение
Основная база шаффла (Running Man) состоит из сочетания, комбинаций двух движений (hop-ов). Саму комбинацию движений принято называть «шаффлинг» (что в переводе с английского — волочить ноги, шаркать, скользить ногами по полу).
1. Скользящие движения влево или вправо, затем вперед и назад. Когда шаффлер так двигается, создается впечатление, будто он «невесомый», на него не действует гравитация.
2. Скользящий спот используется в промежутках между предыдущим и новым движением, чтобы не стоять на одном месте и все время двигаться. Используя это движение, шаффлер может отдохнуть, подстроиться под бит (такт) музыки. Также шаффлер может отступить, выйти из танца, используя это движение, и «выпустить» другого танцора на танцпол. Но чаще это движение используется для того, чтобы все время быть в движении.
3. Шаффл по треугольной схеме состоит из очень энергичных шагов-движений.

## Типичные движения
Современный шаффл танцуют в виде комбинаций из 5 различных шагов:
1. Running man (бегущий человек) — базовое, одно из самых популярных движений, когда шаффлер двигается на месте. Одна ступня поднимается из «ожидающей» позиции и перемещается вперед, а другая ступня одновременно скользит назад. Затем ступня, которая уже сзади, скользит в первоначальную позицию, а ступня спереди возвращается обратно. Процесс повторяется под бит (такт) музыки.
2. Ти-степ (Шаффл в виде Т-движения). Шаффлер движется направо левой ступней, потом влево. Эта ступня перемещается только влево и вправо (по принципу «туда — обратно»), в то время, как правая ступня двигается вверх и вниз. Эта комбинация движений должна быть похожей на букву Т. Это движение самое популярное среди шаффлеров.
3. Slide (скольжение). Самые обычные скользящие движения.
4. Spin (прокрутки). Они могут быть «обычными» или «инвертированными», то есть наоборот. Обычная прокрутка выполняется для оборота тела по часовой стрелке. Инвертированная прокрутка — это то же самое, но против часовой стрелки. Обе прокрутки выполняются во время танца в случайном порядке.
5. Kick (удар ногой, топание). Удары, притопывания стопами об пол или по воздуху. Одна стопа впереди, вторая стопа бьет, топает в пол или по воздуху по месту, где стояла первая стопа. Во время перемещения первой стопы вторая бьет по месту первой стопы. Высота ног при ударе может быть низкой и высокой (колени поднимаются почти до пояса). Точка удара ногой является сбалансированной и контролируется.

Много танцевальных движений шаффла взяты из других стилей, таких как mimeing, popping, locking, liquiding, и breaking, которые в итоге смешались, «скомбинировались».

## История
Шаффл является одним из нескольких танцев, которые возникли в эпоху стиля музыки acid house. Со временем жанр acid house стал более разнообразным и разделился на два разных подстиля с одной манерой: бэк-стэп и шаффлинг. Шаффл продолжал развиваться в ночных клубах Мельбурна и на других рейв-тусовках на протяжении многих лет.
Много мероприятий, клубов, сообществ принимали участие в развитии этого стиля танца на протяжении многих лет.
Вместе с тем следует отметить то, что основные движения танца, заимствованы из русских и украинских народных танцев, даже, например, в фильме «Большое космическое путешествие»(СССР 1974) есть сцена, где Света учит парней простым движениям танца, которые сегодня называют «Шафл». 

## Хронология
Конец 1980-х годов до начала 1990-х годов
Мельбурн шаффл начинает формироваться в качестве самостоятельного танца, включающий в себя больше движений руками, чем предыдущие стили. Музыка в стиле техно была постепенно заменена на транс музыку и хаус музыку.
Середина 1990-х годов
Целый ряд видеофильмов документального стиля в ходе этой эпохи дали возможность существованию стиля, возросла популярность шаффла. Есть много вариаций этого танца, но базовые движения остаются ключевыми движениями, придав ему термин «Melbourne Shuffle».
Начало 2000 — по настоящее время
В 2006 году с появлением Youtube, танцоров на международном уровне в настоящее время объединяет Интернет, шаффлеры публикуют свои собственные видео танца и обучения.

## Музыка
Изначально, в конце 80-х годов, в Мельбурне шаффл танцевали под acid house и обычный хаус (классический). В начале 90-х годов его начали танцевать под Trance, тогда же и увеличилась скорость этого танца. В 2007 году в Мельбурне его уже начали танцевать под hard trance, hardstyle, hard house, tribal house, техно и hard techno. Широкое применение и распространение танца в итоге всё же выросло в самостоятельное направление, в поджанр EDM - так называемый "Melbourne Bounce", с довольно специфическим и очень узнаваемым звучанием, сочетающим в себе классические для этого танца ритмы acid, electro и house.

## Стили танца
Мельбурн шаффл делится на два основных стиля :
1. Australian Style (AUS) — основное, самое первое из направлений стиля Shuffle, популярное и сегодня, выделяют такие виды как Hard style (наиболее популярен, корпус немного наклонён), Soft (корпус прямой, преобладает скольжение над ударами), New School (корпус прямой, много скольжений, работа рук), Old School (мягкий стиль, почти не используются руки и корпус),Pure (Вместо Раннинг Мен используют только Тешку).

1. Malaysian Style (MAS) — Появился позже в Малайзии и быстро начал развиваться. Так же разделяют на SOFT (мягкий, работают только руки, без корпуса), HARD (жёсткий, постоянно работают корпус и руки), STOMP (корпус наклонён), PURE (Вместо РМ используют Т, используются прыжки и спины), OLDSCHOOL (РМ делают на пятках, Т делают не 3-4 раза, как в других стилях, а 7 и более).

## Продвижение
Этот танец начали продвигать различные диджеи, тусовщики из других стран, которые приезжали на рэйвы в Австралию, в Мельбурн. Танцуют шаффл не для конкуренции, а для себя, для удовольствия и самовыражения. При обучении шаффлеры-профессионалы следили за тем, чтобы у каждого танцора был свой индивидуальный и неповторимый стиль.
Некоторые танцоры сыпали на танцпол тальк, чтобы было легче скользить ногами. В результате повышалась скорость скольжений. Кстати, до сих пор в некоторых клубах пол посыпают тальком.
С 2002 года шаффл начали активно продвигать различные массмедиа, радио, телевидение, газеты и другие СМИ. Было выпущено очень много материала об этом танце: от обычных статей, заметок в газетах и передач на радио до DVD-дисков с историей и обучением этому танцу.
Довольно большой вклад в его современную популяризацию, например, внёс американский электронный дуэт LMFAO, у которых видео ряд в клипе "Party Rock Anthem" от 09.03.2011 практически полностью состоит из шаффла, и на момент редактирования страницы 12.06.2024 насчитывающий 2,3 млрд просмотров на Youtube, что является наверное не столько "гимном безумной вечерники", сколько именно гимном шаффла как такового. Конечно же дуэт не раз использовал его и в других своих работах.